# 饒宗頤
饒宗頤，大紫荊勳賢（1917年8月9日—2018年2月6日），字伯濂、伯子，又字選堂，號固庵，門生、後輩、朋友皆普遍尊稱其為饒公，生于廣東潮安縣（今潮州市潮安區），長於汕頭，香港漢學家，香港永久居民，在中國研究、東方學及藝術文化多方面成就卓著。他与季羡林齐名，学界称为“南饶北季”。

## 生平
饒宗頤為潮州學者、工商金融界名流饒鍔之幼子。其名字的来源，则是父亲希望他能师法宋五子之首周敦颐。
饒宗頤生於廣東省潮安縣（今潮州市潮安區），祖籍程鄉縣松口鎮銅琶村（今梅縣）。自少稟承家學，飽覽群書。家中的天嘯樓是當時粵東最大的藏書樓，藏書數以萬計。饒自小被父親訓練寫詩、填詞，寫駢文及散文。1931年从潮州城南小学毕业后进入广东省立第四中学（今汕头市金山中学）就读，不久后饶宗颐决定退学。父亲病逝后，饶宗颐开始继承父业，續編《潮州藝文志》，於《嶺南學報》刊登。1935年，饒宗頤接受中山大学校长邹鲁的礼聘，担任中山大学广东通志馆艺文纂修一职。1938年，中山大學因為日軍南侵而遷往雲南。饒在途中病倒，停留在香港時認識了王云五和葉恭綽。從此他正式開始了國學研究。當時他協助王云五編寫《中山大辭典》，撰《古籍篇名·提要》稿，協助葉恭綽編寫《全清詞鈔》。饒其後任教於無錫國學專修學校（1943年）、廣東文理學院（1946年）。
1949年大陸易幟後饒宗頤移居香港，任教於香港中文大學新亞書院中國文學系。後任香港中文大學中文系系主任、偉倫榮譽藝術講座教授、英國語言及文學系榮休講座教授、中國文化研究所名譽顧問、崇基學院榮譽院務委員、新亞書院榮譽院務委員，並獲頒中大榮譽博士。
饒除任教於香港中文大學中文系為講座教授，系主任外，也兼職任教於香港大學、新加坡大學（1968年－1973年）、美國耶魯大學研究院（1970年─1971年）、中央研究院歷史語言研究所（1972年）、法國高等研究院（EPHE）宗教學部（1979年）、日本京都大學（1980年）、澳門東亞大學（1981年）、中國溫州師範學院（1991年）、复旦大学（1992年）、廣州美術學院（1993年）、中山大學（1935年及1993年）、北京廣播學院（1994年）、杭州大學（1994年）、深圳大學（1995年）、韩山师范学院（1996年）、廈門大學（1996年）、華梵大學（1998年）、南京大學（1999年）、首都师范大学（1999年）、武漢大學（1999年）及北京大學（2001年）。
1962年獲得法國法蘭西學院「漢學儒蓮獎」。1965至1966年，他於法國國立科學中心，從事研究巴黎及倫敦所藏敦煌畫稿，並把研究結果著成《敦煌白畫》一書。1976年，受法國高等實踐研究院之邀重返巴黎，期間饒宗頤結識了該學院的亞述學泰斗蒲德侯，並在他的啟迪下學習楔形文字。從1976年至1991年，他花了15年時間將蘇美人的創世史詩《埃努瑪·埃利什》以文言文首次翻譯，命名為《近東開闢史詩》。此事給蒲德侯之女法朗索瓦絲留下極深的印象，她為此決定學習中文，並於日後寫就《說文解字》的博士論文而獲得博士學位。
1978年退休後在法國、日本、新加坡、泰國、中國、澳門、美國、台灣周遊講學，舉辦書畫展，並先後受聘為多位內地著名大學的名譽教授或其他大學的榮譽博士學位。1983年12月，他獲得法國高等研究應用學院（EPHE）頒予的人文科學博士學銜和法國文化部頒授的文化藝術勳章。1997年，他創辦了大型學術刊物──《華學》，並得到香港藝術發展局授予第一屆視覺藝術獎。1998年，獲中華文學藝術家金龍獎“當代國學大師”的榮譽。2000年，獲香港特別行政區政府授予大紫荊勳章，以表彰他在學術領域的傑出成就。2001年，他獲得俄羅斯國際歐亞科學院院士。2005年，由饒宗頤教授書寫《心經》，並由當代著名篆刻家唐積聖先生鑴刻，心經簡林樹立於大嶼山昂平一址。
2009年，饒宗頤獲中國國務院總理溫家寶聘請為中央文史研究館館員，並得到香港藝術發展局頒發「2008香港藝術發展獎」之「終身成就獎」。2011年，國務院副總理李克強參加香港大學百週年校慶典禮，在港大與饒宗頤會面，饒宗頤向李克強贈送了一幅荷花畫作。2015年，國務院總理李克強在中南海紫光閣接見饒宗頤，稱讚他是香港的驕傲。
2011年，他入圍亞洲電視舉辦的感動香港十大人物評選。2011年，獲澳洲塔斯曼尼亚大學名誉文学博士。2013年，榮任法蘭西學院銘文與美文學院外籍院士，成為亞洲首位獲得此榮銜的漢學家。2011年12月，经西泠印社选举担任第七任社长。2013年10月他被杭州市十二届人大常委会第十四次会议授予“杭州市荣誉市民”称号。
饒宗頤妻子陳若儂於2013年4月30日逝世，享壽97歲。2015年4月4日，饒宗頤获得由凤凰卫视举办的“世界因你而美丽--影响世界华人盛典2014-2015”的“影响世界华人终身成就奖”（另一位为于敏）。

### 逝世
饒宗頤於2018年2月6日凌晨於香港律敦治醫院去世，享嵩壽100歲。同年2月27日，於北角香港殯儀館設靈，翌日出殯，並由時任全國政協副主席董建華、行政長官林鄭月娥、中聯辦副主任黃蘭發、中國文聯書記陳建文、香港大學署理校長譚廣亨、香港中文大學校長段崇智、法蘭西銘文與美文學院通信院士汪德邁及香港大學饒宗頤學術館館長李焯芬扶靈。儀式完結後，饒宗頤之靈柩乃送往大嶼山寶蓮禪寺火化，其骨灰則安放於天壇大佛下底座之蓮位，與妻子合葬。

## 學術成就
饒宗頤的研究領域甚廣，時間跨度很寬，上至夏商下至明清，並且著作甚多，僅僅其中的《饶宗颐二十世纪学术文集》便有十四卷二十巨册，超過一千二百萬字，專著逾八十種；論文1000多篇。除此之外，他精通甲骨文。

### 研究領域
- 古文字學
- 甲骨學
- 敦煌學
- 考古學
- 金石學
- 史學
- 诗詞學
- 文學
- 艺术學
- 简帛學
- 礼乐
- 宗教学
- 楚辭學
- 目錄學
- 方志學
- 潮学
- 中印關係史
- 经學
- 西亚史

### 著作
- 《潮州志汇编》
- 《潮瓷说略》
- 《道教原始与楚俗关系初探楚文化新认识》
- 《中國文化與科學》
- 《中國宗教思想史新頁》
- 《中國史學上之正統論》
- 《中印文化關係史論集》
- 《古代之斷代與編年》
- 《古韻今情─饒宗頤書畫藝術》
- 《古史辨》
- 《古史新证补》
- 《古村词》
- 《敦煌白画》
- 《敦煌曲》
- 《敦煌琵琶譜論文集》
- 《敦煌本老子想尔注校笺》
- 《畫—畫史論集》
- 《唐勒及其佚文楚辞新资料》
- 《甲骨文通检》
- 《老子想爾注校證》
- 《饒宗頤史學論著選》
- 《广东易学考》
- 《尚书地理辨证》
- 《说文古文考》
- 《金文平议》
- 《楚帛書》
- 《楚帛書天象再議》
- 《楚辭書錄》
- 《楚辭地理考》
- 《楚辭與詞曲音樂》
- 《楚地出土文獻三種研究》（與曾憲通合作）
- 《明器图录》
- 《日本所见甲骨录》
- 《殷代貞卜人物通考》
- 《符號、初文與字母-漢字樹》
- 《全明詞》（全六冊）
- 《人间词话平议》
- 《澄心論萃》
- 《曾侯乙墓钟磬铭辞研究》
- 《巴黎所见甲骨录》
- 《战国楚简笺证》
- 《长沙出土战国楚简初释》
- 《长沙出土战国缯书新释》
- 《九龙与宋季史料》
- 《佛国集》
- 《词籍考》
- 《景宋本淮海居士长短句》
- 《选堂赋语》
- 《黄公望及富春山居图临本》
- 《选堂诗词集》
- 《學藝雙攜——饒宗頤藝術天地》
- 《远东墓志：远东学院藏拓片图录》
- 《选堂集林·史林》
- 《云梦秦简日书研究》
- 《韩江流域史前遗址及其文化》
- 《梵學集》
- 《文化之旅》
- 《新莽简辑证》
- 《法藏敦煌书苑精华》（29冊）
- 《饶宗颐史学论著选》
- 《新加坡古事记》
- 《海南岛之石器》
- 《淮海居士长短句》
- 《饒宗頤二十世紀學術文集》（20冊）
- 《西汉节义传》
- 《西南文化創世紀─殷代隴蜀部族與三星堆文化》
- 《清暉集》，深圳：海天出版社，2006。

## 藝術成就

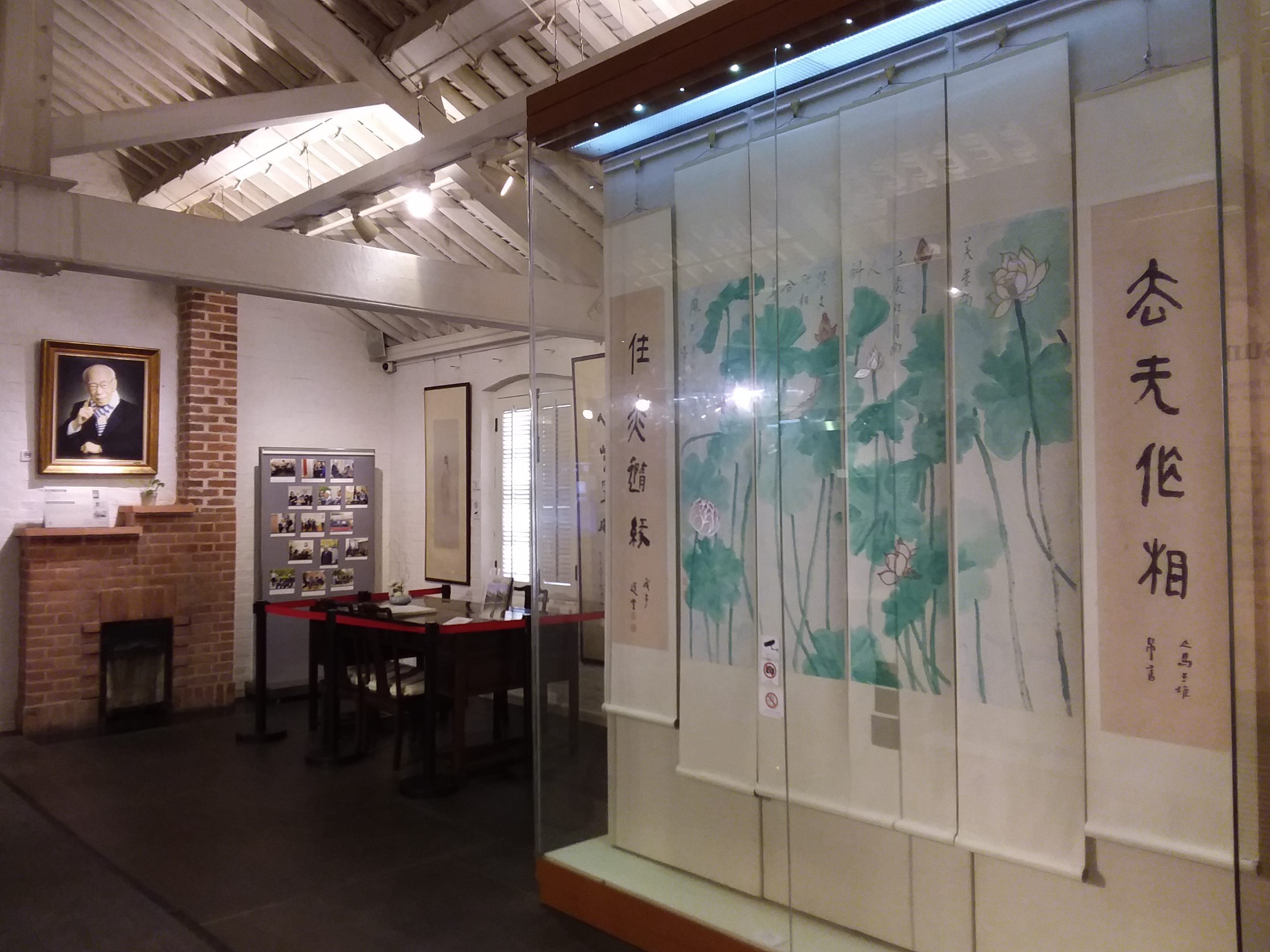
於饒宗頤文化館藝術館中展出的部分饒教授書畫作品

除了學術的研究外，饒宗頤也擅長書法、書畫、詩詞、古琴，而且造詣極高，贏得甚高的評價，可謂「學藝雙攜」。 國立故宮博物院院長秦孝儀認為：「先生法書上追漢魏，下邁蘇黃。山水人物，尤蒼茫澹遠，自辟蹊徑。而古文辭駢麗並擅，義正旨遠，道德、文章、書畫，辛亥以還，公其巨擎也。」季羨林對他的詩詞非常讚賞，曾言：「選堂先生讀萬卷書，行萬里路，世界五洲已歷其四；華夏九州已歷其七；神州五嶽已登其四。先生又為性情中人，有感於懷，必發之為詩詞，以最純正之古典形式，表最真摯之今人感情，水乳交融，天衣無縫，先生自謂欲為詩人開拓境界，一新天下耳目，能臻此境界者，並世實無第二人。 」而台灣水墨畫畫家何懷碩對他書畫的評價則是：「選堂先生的書畫，清狂跌宕不可一世，溫文雅逸莫之與京。在當代，只有溥儒有此濃馥的書卷氣。但溥畫失之枯硬瘠薄，其筆法過多『作家』氣。選堂先生筆墨豐潤華滋，行筆自由放任；若無繩墨，卻自有法度。」

## 家庭
- 祖父饶兴侗[30]，父饶锷[31]，二弟饶宗栻[32][33]、四弟饶宗亮[34]，長女饶清綺[2][35]、幼女饶清芬

## 參閱
- 《慶祝饒宗頤教授七十五歲論文集》。香港：香港中文大學出版社，1992。
- 復旦大學中文系編：《選堂文史論苑》。上海：上海古籍出版社，1994。
- 鄭煒明編：《論饒宗頤》。香港：三聯書店，1995。
- 胡曉明著：《饒宗頤學記》。香港：香港教育圖書公司，1996。
- 曾憲通主編：《饒宗頤學術研討會論文集》。香港：翰墨軒出版有限公司, 1997。
- 郭偉川編：《饒宗頤的文學與藝術》。香港：天地圖書公司，2002。
- 胡曉明、李瑞明整理：《饒宗頤學述》。杭州：浙江人民出版社，2000。
- 黃挺、林楓林主編：《從韓江走向世界：饒宗頤之旅》。香港：博士苑出版社，2005。
- 陈韩曦主编：《梨俱预流果 : 解读饶宗颐》。广州：广东高等教育出版社, 2006。
- 陳韓曦主編：《東洲鴻儒：饒宗頤九十壽慶集錦》。廣州：廣東教育出版社，2007。
- 施議對主編：《文學與神明：饒宗頤訪談錄》。香港：三聯書店，2010。

## 外部連結
- 香港中文大學：饒宗頤教授 （页面存档备份，存于）
- 香港浸會大學饒宗頤國學院 （页面存档备份，存于）
- 香港大學饒宗頤學術館 （页面存档备份，存于）
- 香港奇人：國學大師饒宗頤 （页面存档备份，存于）
- 星島環球網：香港文化的一片綠洲
- 香港電台：活著的文化見證－國學大師饒宗頤
- 潮汕特藏网：饶宗颐教授历年荣膺聘项表
- 澳門大學：饒宗頤教授讚辭（由社會及人文科學學院鄧國光教授宣讀） （页面存档备份，存于）
- 香港電台：《傑出華人系列》饒宗頤（2003年12月7日） （页面存档备份，存于）
- 香港中文大學：「中大五十•人」饒宗頤（2015年9月29日） （页面存档备份，存于）